# Robin Hafemann
Robin Hafemann (* 2. November 1995 in Potsdam) ist ein ehemaliger deutscher Volleyballspieler und aktueller Sozialarbeiter.

## Karriere
Hafemann spielte in seiner Jugend beim heimischen VC Potsdam-Waldstadt und in der Saison 2013/14 mit der Nachwuchsmannschaft VC Olympia Berlin in der Zweiten Bundesliga Nord. Anschließend trat er mit dem VCO in der ersten Liga an. Wegen einer Verletzung musste er die Saison jedoch vorzeitig beenden. 2015 wechselte der Außenangreifer zum Bundesligisten Netzhoppers Königs Wusterhausen. Mit dem Verein aus Brandenburg schied er in der Saison 2015/16 im Achtelfinale des DVV-Pokals und in den Pre-Playoffs der Bundesliga aus. In der Saison 2016/17 erreichte er mit den Netzhoppers das Halbfinale im DVV-Pokal und das Playoff-Viertelfinale der Bundesliga. Aus beruflichen Gründen entschied er sich, zum Zweitligisten SV Lindow-Gransee zu wechseln. Dort spielte er 2018 bis 2021 weiter als Außenangreifer für sein Team. Sein Karriereende gab er nach dem Sieg der Meisterschaft in der 2. Volleyball-Bundesliga Nord bekannt und arbeitet seitdem als Sozialarbeiter in der Kinder- und Jugendhilfe.